# Eizō Sugawa
Eizō Sugawa (須川 栄三, Sugawa Eizō), né le 9 septembre 1930 à Osaka et mort le 2 octobre 1998 à Tokyo, est un réalisateur et un scénariste japonais.

## Biographie
Eizō Sugawa a réalisé 21 films et écrit 11 scénarios entre 1957 et 1990.
Il a fait ses études à l'université de Tokyo et s'est marié à l'actrice Akemi Mari (ja).

## Filmographie

### Comme assistant réalisateur
- 1958 : Nuages d'été (鰯雲, Iwashigumo?) de Mikio Naruse

### Comme réalisateur
- 1958 : Otona niwa wakaranai: Seishun hakusho (青春白書 大人には分らない?)
- 1959 : Yajū shisubeshi (野獣死すべし?)
- 1960 : Yama no kanata ni - Dai ichi-bu: Ringo no hoo: Dai ni-bu: Sakana no seppun (かなたに 第１部リンゴの頬 第２部魚の接吻?)
- 1960 : Minagoroshi no uta yori: Kenjū yo saraba (みな殺しの歌より 拳銃よさらば?)
- 1961 : Ai to honoho to (愛と炎と?)
- 1962 : Aru Osaka no onna (ある大阪の女?)
- 1962 : Bokutachi no shippai  (僕たちの失敗?)
- 1963 : Taiyō wa yondeiru (太陽は呼んでいる?)
- 1964 : Kimimo shussega dekiru (君も出世ができる?)
- 1965 : Kemonomichi (けものみち?)
- 1967 : Taifu tozakuro (颱風とざくろ?)
- 1968 : Sarariiman akuto jutsu (サラリーマン悪党術?)
- 1968 : Nippon ichi no uragiri-otoko (日本一の裏切り男?)
- 1969 : Burakku comedi (ブラック・コメディ　ああ！馬鹿?)
- 1969 : Nippon ichi no danzetsu otoko (日本一の断絶男?)
- 1972 : Hyaku-nin no daibōken (百万人の大合唱?)
- 1973 : Yajū gari (野獣狩り?)
- 1974 : Yajū shisubeshi: Fukushū no mekanikku (野獣死すべし 復讐のメカニック?)
- 1977 : Nihonjin no heso (日本人のへそ?)
- 1987 : Hotaru-gawa (螢川?)
- 1990 : Tobu yume o shibaraku minai (飛ぶ夢をしばらく見ない?)

### Comme scénariste
- 1957 : Kiken na eiyu (危険な英雄?) de Hideo Suzuki
- 1958 : Otona niwa wakaranai: Seishun hakusho (青春白書 大人には分らない?)
- 1963 : Taiyō wa yondeiru (太陽は呼んでいる?)
- 1965 : Kemonomichi (けものみち?)
- 1968 : Sarariiman akuto jutsu (サラリーマン悪党術?)
- 1969 : Burakku comedi (ブラック・コメディ ああ！馬鹿?)
- 1973 : Yajū gari (野獣狩り?)
- 1974 : Yajū shisubeshi: Fukushū no mekanikku (野獣死すべし 復讐のメカニック?)
- 1987 : Hotaru-gawa (螢川?)
- 1990 : Ruten no umi (流転の海?) de Buichi Saitō
- 1990 : Tobu yume o shibaraku minai (飛ぶ夢をしばらく見ない?)